# 陳邦傳
陈邦傅（1610年—1652年），一名陳邦傳，字霖寰，浙江绍兴人。

## 生平
本是富家弟子，有口才，善於逢迎，以賄賂中武科。歷官分守柳、慶参将。南明永曆帝時，封慶國公，跋扈殃民。孫金鼎买通陈邦傅，結為親家。永曆元年（1647年）三月，清军進逼平乐，邦傅“竞拔营而去”，逃往柳州，清军直犯桂林。後降清軍，诱杀宣国公焦璉，并以浔州降清，又为清軍取下平乐、清远。
李定國攻破桂林，孔有德自杀，活捉陈邦傅、陈曾禹父子，囚车押送贵阳。孙可望將陈邦傅父子剥皮揎草（把皮剝下來，填塞以稻草和石灰），並派胡执恭“监刑”。最後將屍體送往安龙等地示众。御史李如月見狀不滿，上疏劾奏孙可望，亦遭到剥皮揎草。